# داني هايلتون
داني هايلتون (بالإنجليزية: Danny Hylton) هو لاعب كرة قدم بريطاني، ولد في 25 فبراير 1989 في حي كامدين في لندن في المملكة المتحدة. لعب مع أكسفورد يونايتد ونادي ألدرشوت تاون ونادي بوري ونادي روذرهام يونايتد ونادي لوتون تاون.

## وصلات خارجية
- داني هايلتون على موقع قاعدة بيانات كرة القدم.إي يو (الإنجليزية)
- داني هايلتون على موقع Soccerbase.com (لاعب) (الإنجليزية)
- داني هايلتون على موقع Soccerway.com (الإنجليزية)